# Najnowsze Dzieje Polski. Materiały i Studia z Okresu 1914–1939
Najnowsze Dzieje Polski. Materiały i Studia z Okresu 1914-1939 – rocznik historyczny ukazujący się w latach 1958–1969 w Warszawie. 
Wydawcą był Instytut Historii PAN. Redaktorem naczelnym był Czesław Madajczyk. W roczniku publikowane były: artykuły naukowe, recenzje, materiały dotyczące z zakresu historii najnowszej. Pismo zostało zastąpione przez rocznik „Dzieje Najnowsze”.